# Чемпіонат світу з пляжного футболу 1996
Чемпіонат світу з пляжного футболу 1996 — другий чемпіонат світу з пляжного футболу, який відбувався у січні 1996 року вдруге на пляжі Копакабана в Ріо-де-Жанейро, Бразилія. Цей чемпіонат ще не був проведений під егідою ФІФА.
Переможцем стала збірна Бразилії, яка у фіналі перемогла збірну Італії.

## Формат турніру
Формат турніру був аналогічний тому, який був використаний у чемпіонаті світу 1995 року. Вісім команд були розбиті на дві групи по чотири команди у кожній. Дві команди з кожної групи проходили у півфінал.

## Учасники
| Збірна    | Конфедерація | Кількість виступів на ЧС до цього | Найкращий виступ     | Остання участь |
| --------- | ------------ | --------------------------------- | -------------------- | -------------- |
| Канада    | КОНКАКАФ     | дебютант                          | дебютант             | дебютант       |
| США       | КОНКАКАФ     | 1                                 | 2 місце (1995)       | 1995           |
| Бразилія  | КОНМЕБОЛ     | 1                                 | Переможець (1995)    | 1995           |
| Уругвай   | КОНМЕБОЛ     | 1                                 | Груповий етап (1995) | 1995           |
| Аргентина | КОНМЕБОЛ     | 1                                 | Груповий етап (1995) | 1995           |
| Данія     | УЄФА         | дебютант                          | дебютант             | дебютант       |
| Росія     | УЄФА         | дебютант                          | дебютант             | дебютант       |
| Італія    | УЄФА         | 1                                 | 4 місце (1995)       | 1995           |

## Груповий турнір

### Група A
| Команда  | Очки | І | В | П | ГЗ | ГП | +/- |
| -------- | ---- | - | - | - | -- | -- | --- |
| Бразилія | 9    | 3 | 3 | 0 | 24 | 5  | 19  |
| Уругвай  | 3    | 3 | 1 | 2 | 12 | 13 | -1  |
| Данія    | 3    | 3 | 1 | 2 | 10 | 16 | -6  |
| Канада   | 3    | 3 | 1 | 2 | 12 | 24 | -12 |

| Січень 1996 |

| Уругвай | 5–6 | Канада |
| ------- | --- | ------ |
|         |     |        |

| Копакабана |

| Січень 1996 |

| Бразилія | 7–1 | Данія |
| -------- | --- | ----- |
|          |     |       |

| Копакабана |

| Січень 1996 |

| Уругвай | 5–3 | Данія |
| ------- | --- | ----- |
|         |     |       |

| Копакабана |

| Січень 1996 |

| Бразилія | 13–2 | Канада |
| -------- | ---- | ------ |
|          |      |        |

| Копакабана |

| Січень 1996 |

| Данія | 6–4 | Канада |
| ----- | --- | ------ |
|       |     |        |

| Копакабана |

| Січень 1996 |

| Бразилія | 4–2 | Уругвай |
| -------- | --- | ------- |
|          |     |         |

| Копакабана |

### Група Б
| Команда   | Очки | І | В | П | ГЗ | ГП | +/- |
| --------- | ---- | - | - | - | -- | -- | --- |
| США       | 9    | 3 | 3 | 0 | 14 | 9  | 5   |
| Італія    | 6    | 3 | 2 | 1 | 14 | 9  | 5   |
| Росія     | 3    | 3 | 1 | 2 | 7  | 10 | -3  |
| Аргентина | 0    | 3 | 0 | 3 | 5  | 12 | -7  |

| Січень 1996 |

| США | 4–2 | Аргентина |
| --- | --- | --------- |
|     |     |           |

| Копакабана |

| Січень 1996 |

| Італія | 5–1 | Росія |
| ------ | --- | ----- |
|        |     |       |

| Копакабана |

| Січень 1996 |

| Росія | 3–1 | Аргентина |
| ----- | --- | --------- |
|       |     |           |

| Копакабана |

| Січень 1996 |

| США | 6–4 | Італія |
| --- | --- | ------ |
|     |     |        |

| Копакабана |

| Січень 1996 |

| Італія | 5–2 | Аргентина |
| ------ | --- | --------- |
|        |     |           |

| Копакабана |

| Січень 1996 |

| США | 4–3 | Росія |
| --- | --- | ----- |
|     |     |       |

| Копакабана |

## Матчі плей-оф

### Півфінали
| Січень 1996 |

| Уругвай | 7–0 | США |
| ------- | --- | --- |
|         |     |     |

| Копакабана |

| Січень 1996 |

| Бразилія | 12–4 | Італія |
| -------- | ---- | ------ |
|          |      |        |

| Копакабана |

### Матч за 3-тє місце
| Січень 1996 |

| Італія | 4–3 | США |
| ------ | --- | --- |
|        |     |     |

| Копакабана |

### Фінал
| Січень 1996 |

| Бразилія | 3–0 | Уругвай |
| -------- | --- | ------- |
|          |     |         |

| Копакабана |

| Переможець чемпіонату світу з пляжного футболу 1996 року |
| -------------------------------------------------------- |
| Бразилія                                                 |
| Бразилія Другий титул                                    |

## Підсумкова таблиця чемпіонату
| Місце | Команда   |
| ----- | --------- |
| 1     | Бразилія  |
| 2     | Уругвай   |
| 3     | Італія    |
| 4     | США       |
| 5     | Росія     |
| 6     | Данія     |
| 7     | Канада    |
| 8     | Аргентина |

## Нагороди

### Найкращий бомбардир
| Місце | Гравець                        | Голи |
| ----- | ------------------------------ | ---- |
| 1     | Алессандро Альтобеллі (Італія) | 14   |

### Найкращий гравець
| Гравець           |
| ----------------- |
| Едіньо (Бразилія) |

### Найкращий воротар
| Player                  |
| ----------------------- |
| Пауло Сержіо (Бразилія) |